# تاریخ صنایع و اختراعات
تاریخ صنایع و اختراعات کتابی از پیر روسو با ترجمهٔ حسن صفاری است که در سال ۱۳۴۱ منتشر و برندهٔ جایزه کتاب سال سلطنتی شد.